# Vogelzangbeek
 (juillet 2014).
Le Vogelzangbeek est un ruisseau de Belgique. Il prend sa source à Leeuw-Saint-Pierre (Vlezenbeek) et termine sa course à Anderlecht comme affluent du Zuunbeek. Il constitue une frontière naturelle entre ces deux communes.
Une partie de la section bruxelloise de la vallée est classée et protégée par la Région de Bruxelles-Capitale depuis 2009.